# Comunità greca di Venezia
La comunità greca di Venezia fu dapprima composta da artigiani, mercanti, intellettuali e poi da stradioti e profughi provenienti dall'Impero Bizantino. In particolare dalle Isole Ionie, dalle Isole egee, dalla Grecia, da Creta e dalle regioni dei Balcani dopo la caduta di Costantinopoli nel 1453.
Quando s'intendeva parlare dei Greci come un gruppo organizzato ed omogeneo per lingua e costumi, il termine preferito divenne quello di nazione greca.

## Storia

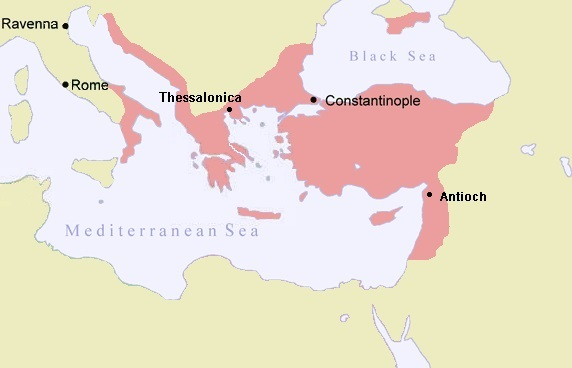
Impero bizantino nel X secolo

Venezia ha conosciuto da sempre la presenza e i contatti con cristiani dei Balcani e più orientali praticanti il rito orientale essendo un porto commerciale in continuo contatto con l'Impero Bizantino.
Sino alla fine del XIV secolo poco si conosce sull'eventuale presenza stabile di greci a Venezia. I primi bizantini che si stabilirono in questa città erano, forse, artisti, che facevano parte della diaspora, che, secondo certe opinioni, segui alla crisi iconoclasta verso la fine dell'VIII secolo.

### Dal X all'XI secolo
Con maggior sicurezza si può parlare del X e XI secolo, epoca in cui artisti e artigiani bizantini vennero invitati ufficialmente a Venezia per soddisfare le tendenze artistiche della città. Sotto il doge di Venezia Pietro Orseolo I (976-978), vennero invitati architetti greci, mentre il doge Domenico Selvo (1070-1084), che aveva creato numerosi legami con Bisanzio, nel 1071, invitò mosaicisti Greci.
Nel 1081 i veneziani si impegnarono ad aiutare i fedeli di rito greco contro i normanni di Roberto il Guiscardo, che si accingeva ad attaccare l'Impero Bizantino; in cambio l'imperatore Alessio I Comneno promise, e concesse nel 1082, ai mercanti veneziani la preminenza su tutti gli altri mercanti, così che Roberto il Guiscardo fu sconfitto dalla flotta del doge Domenico Silvo.
Il patto tra l’imperatore e il doge fu fondamentale per la Repubblica di Venezia, in quanto segnò l'inizio della sua potenza politica, militare e commerciale nel vicino Oriente dove poterono veleggiare le sue navi.
Dopo il 1092 si sviluppò un flusso migratorio di commercianti veneziani che raggiungevano Costantinopoli, mentre molti mercanti greci si recavano a Venezia.

### XII e XIV secolo

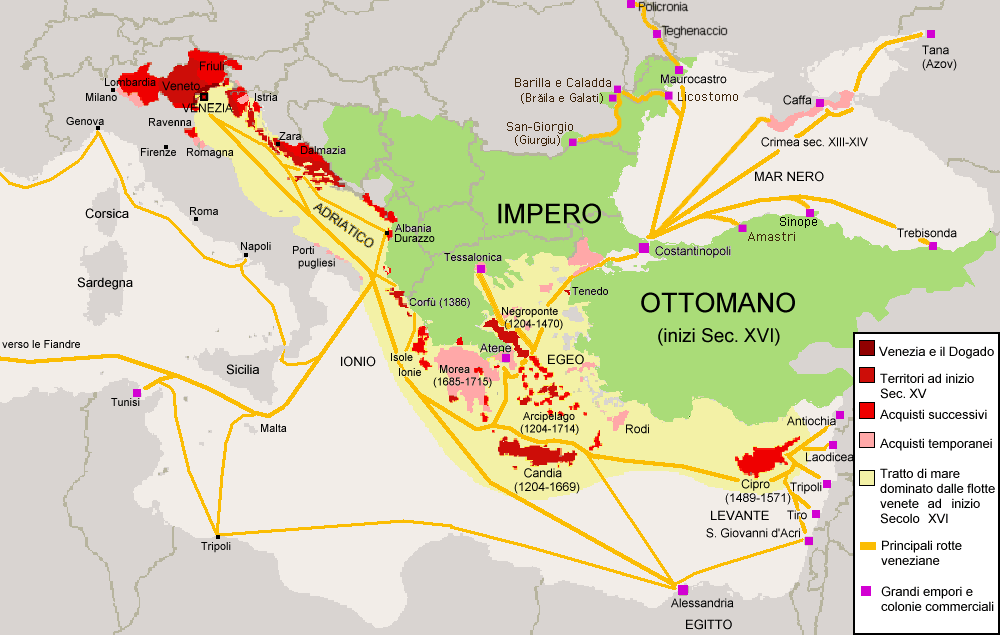
Mappa delle rotte commerciali veneziane (mude) e dei possedimenti della Serenissima

Con la quarta crociata (1204), che determinò la "prima" caduta di Costantinopoli, e contemporaneamente l’inizio del dominio veneziano nel Mediterraneo orientale dove i veneziani si impadronirono di una larga parte dell'Impero Bizantino (la costa occidentale dell'attuale Grecia, la Morea, Nasso, Andro, Eubea, Gallipoli, Adrianopoli e i porti della Tracia sul Mar di Marmara), così che fu facilitato lo spostamento dei greci di quelle terre. Questi vennero occupati principalmente nella navigazione e nel commercio, oltre che in altri diversi mestieri. Il 4 luglio del 1271, la Serenissima concesse ai greci, già stabiliti a Venezia e a quelli che si vorrebbero stabilire, ampio "salvocondotto".
Nel secolo seguente gli abitanti graecis ritus (di rito bizantino) di Venezia aumentarono. Fattori principali erano quelli economici e politici: da una parte il commercio, dall'altra la dominazione veneziana su terre bizantine e il pericolo ottomano. Del resto durante questo periodo si nota la presenza a Venezia dei primi dotti di lingua greca antica.

### XV secolo
Nel XV secolo ci furono tenui tentativi da parte dei graecis ritus di Venezia di ottenere il diritto della libertà dogmatica. In genere venne accentuata la mitezza che caratterizzava il governo veneziano nei suoi rapporti con i forestieri che abitavano la città, dato che esso vedeva in questi un elemento fondamentale per l'economia del dominio.
I graecis ritus di Venezia assistevano molte volte alla Santa Messa ed altre sacre funzioni tenute da sacerdoti di rito bizantino in varie chiese della città, ma non si trattava di un privilegio di libertà religiosa di cui godevano i fedeli di rito greco, perché essi esercitavano e partecipavano di nascosto e sotto la minaccia di esilio, a cose vietate dalle autorità politiche.

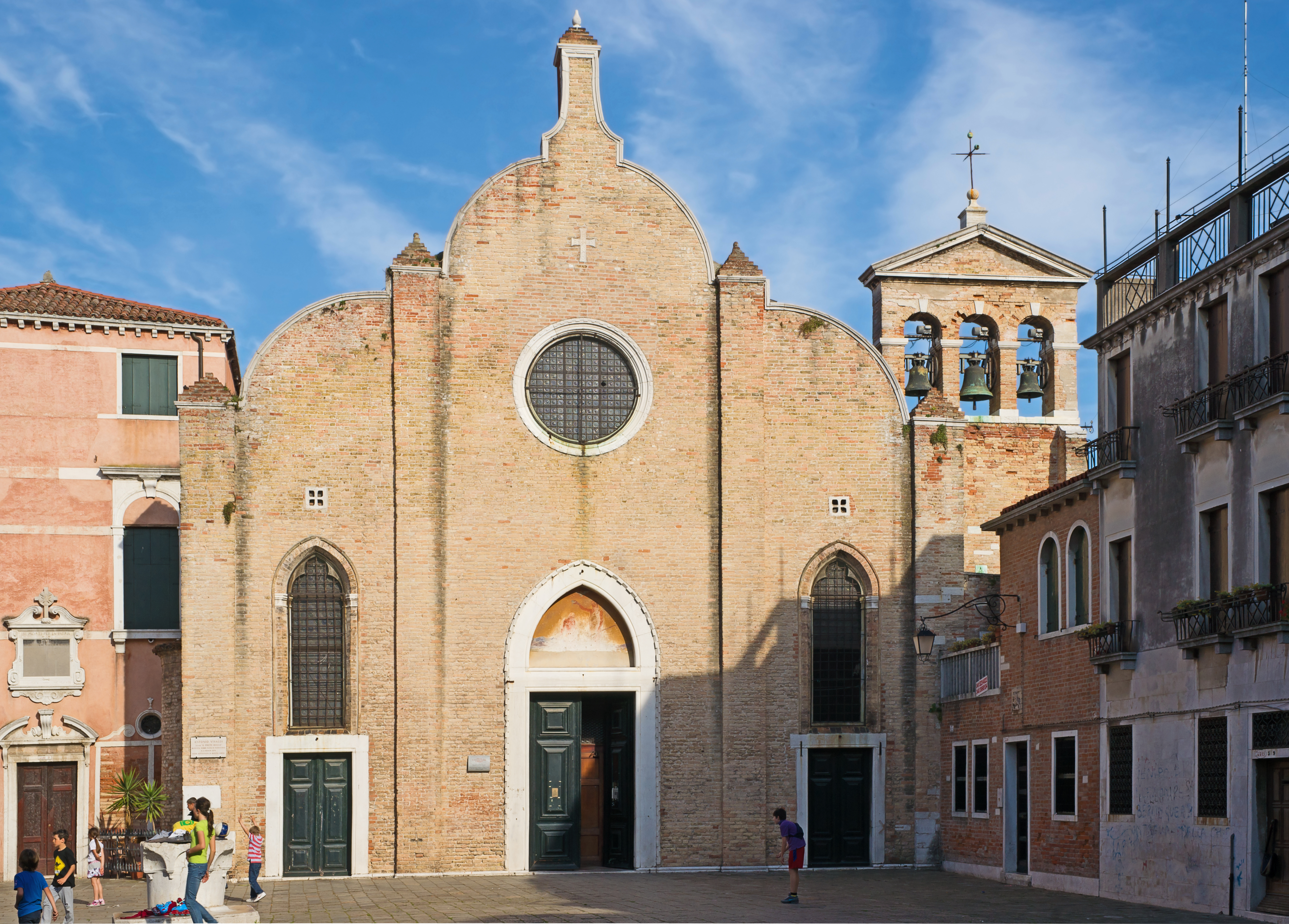
Chiesa di San Giovanni in Bragora

Cosi, all'inizio del XV secolo, il sacerdote (papas) Michaeli, figlio di Cosma di Eubea, e abitante in una casa nella Calle de la Pietà, presso la chiesa omonima, officiava in presenza di molti suoi connazionali in rito bizantino nella chiesa di San Giovanni in Bragora del sestiere di Castello. Quando il fatto arrivò alle orecchie delle autorità, questi con il decreto del Consiglio dei Dieci del 27 aprile 1412 inviarono il caso all'inquisitore dell'eresia, cioè a un magistrato ecclesiastico, il quale condannò il sacerdote alla pena dell'esilio. Per l'esecuzione della condanna vennero invitati i Signori della Notte.
Un mese dopo, il 25 maggio 1412 il Consiglio dei Dieci, tenendo conto della fede del prete e dei suoi antenati verso la Serenissima, come la sua situazione famigliare (quod habet quam plures filios), annullò la condanna di esilio, dandogli il permesso di soggiorno a Venezia, obbligandolo però a rinunciare all'esercizio dei sacri offici e a cambiare abitazione, con la minaccia di essere confinato a vita se avesse continuato a officiare il rito orientale. Per la prima volta lo Stato veneziano si oppose ufficialmente all'esercizio del rito ortodosso nella capitale. Il grande scisma tra Occidente ed Oriente offriva la possibilità che i non uniti con Roma venissero considerati non semplicemente scismatici, ma eretici, e come tali non avevano il diritto di culto libero.

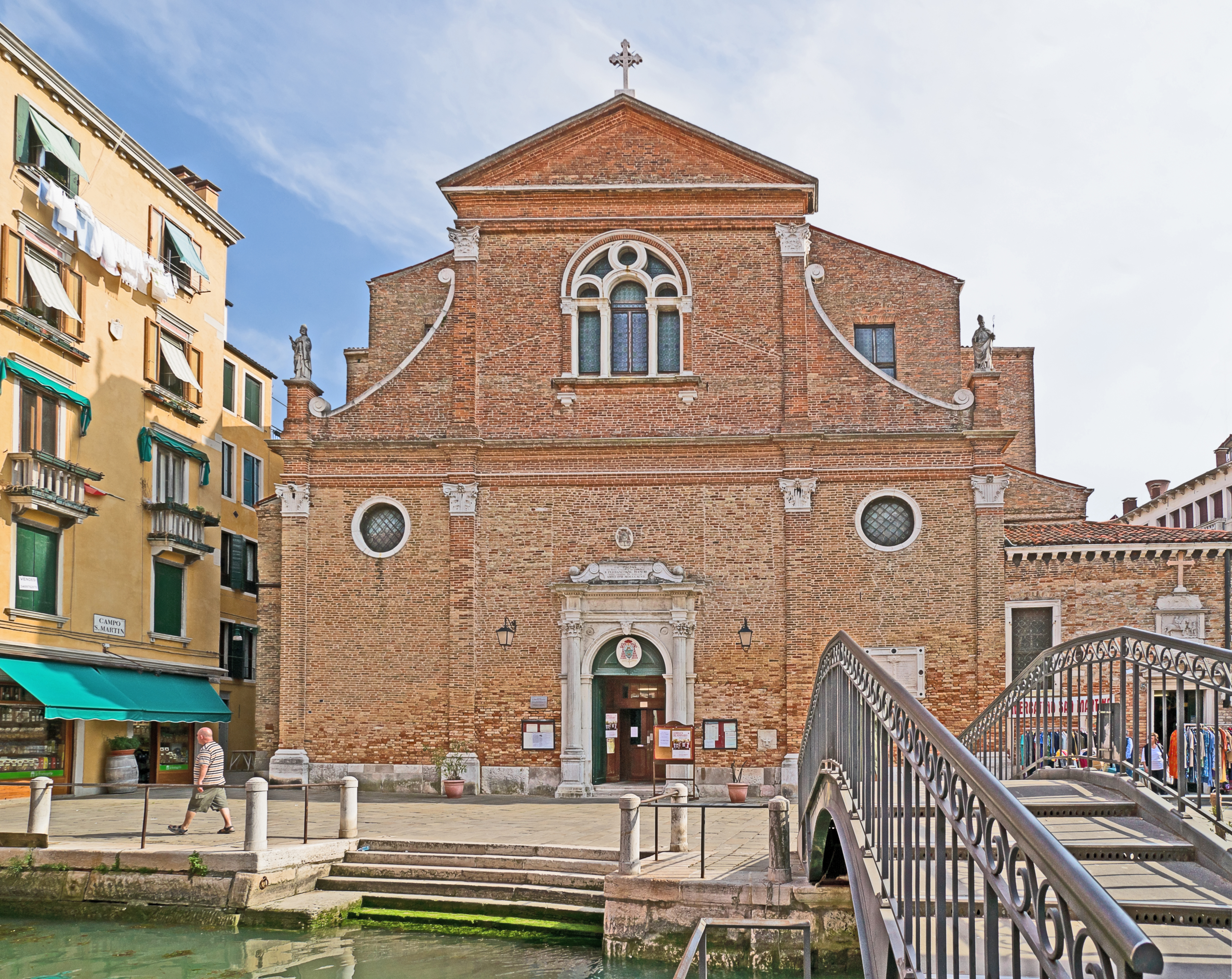
Chiesa di San Martino a Castello

Nonostante il divieto di esercitare il culto degli avi, all'inizio dell'anno 1416, venne scoperto un altro sacerdote di rito greco che, nei giorni festivi, officiava in una casa privata dove andava, per ascoltare la messa, "ubi fit concursus multarum personarum" ("un grande numero di persone"). Alla nuova trasgressione, l'8 gennaio del 1416 seguì un altro decreto del Consiglio dei Dieci, secondo cui il sacerdote non doveva più officiare con la minaccia di essere esiliato per cinque anni. Inoltre, chiunque officiasse secondo il rito greco doveva essere punito allo stesso modo. Il decreto venne giustificato che, la tolleranza del rito dei greci scismatici da parte dello Stato non sarebbe altro che una offesa contro la fede cattolica e l'onore della Serenissima. Ma anche questa volta la sola minaccia non portò l'esito che ci si aspettava. Nell'agosto del 1418 venne scoperto che nella casa di Demetrio Filomati, un altro prete, Giovanni di Nauplia, teneva le sacre funzioni in rito orientale, mentre il prete sopra citato, Michaeli, già minacciato di esilio, continuava ad officiare nella parrocchia di San Martino. Mancando però delle prove irrefutabili, il Consiglio dei Dieci si limitò a dichiarare ai due preti che in nessun modo essi potevano officiare, e a Filomati che non doveva più permettere che a casa sua si tenevano le sacre funzioni, altrimenti tutti e tre sarebbero stati condannati alla pena di cinque anni di esilio, pena che sarebbe stata uguale per qualsiasi persona che avesse partecipato alle eventuali funzioni che si sarebbero tenute in quella casa.
Interessante è che le autorità politiche si limitarono a fare solo delle minacce. Riconoscendo come dogma religioso dello Stato quello di Roma, erano obbligate a prendere certe misure contro gli eterodossi bizantini scismatici, mostrando contemporaneamente verso di loro una certa clemenza. In questo modo, Venezia si mostrò fedele al dogma occidentale e teneva calmo il clero latino; nello stesso tempo riuscirono a non essere considerati nemici nei confronto della comunità di rito bizantino, che tanto contribuiva al progresso economico e civile della Repubblica.
Il 14 febbraio del 1430, papas Michaeli, che continuava a officiare secondo il rito bizantino nella Chiesa di San Martino, fu condannato alla pena dell'esilio per cinque anni e allontanato da Venezia. Nello stesso anno il Consiglio dei Dieci proibì a due altri ecclesiastici di rito greco (Achachio Atalioti Caloicio, Joseph Perdikari) di celebrare a Venezia e deliberò la distruzione della cappella eretta nella casa di Demetrio Filomati, dove si riunivano dei Greci per praticare il culto ortodosso.

#### Dopo il Concilio di Firenze (1439)

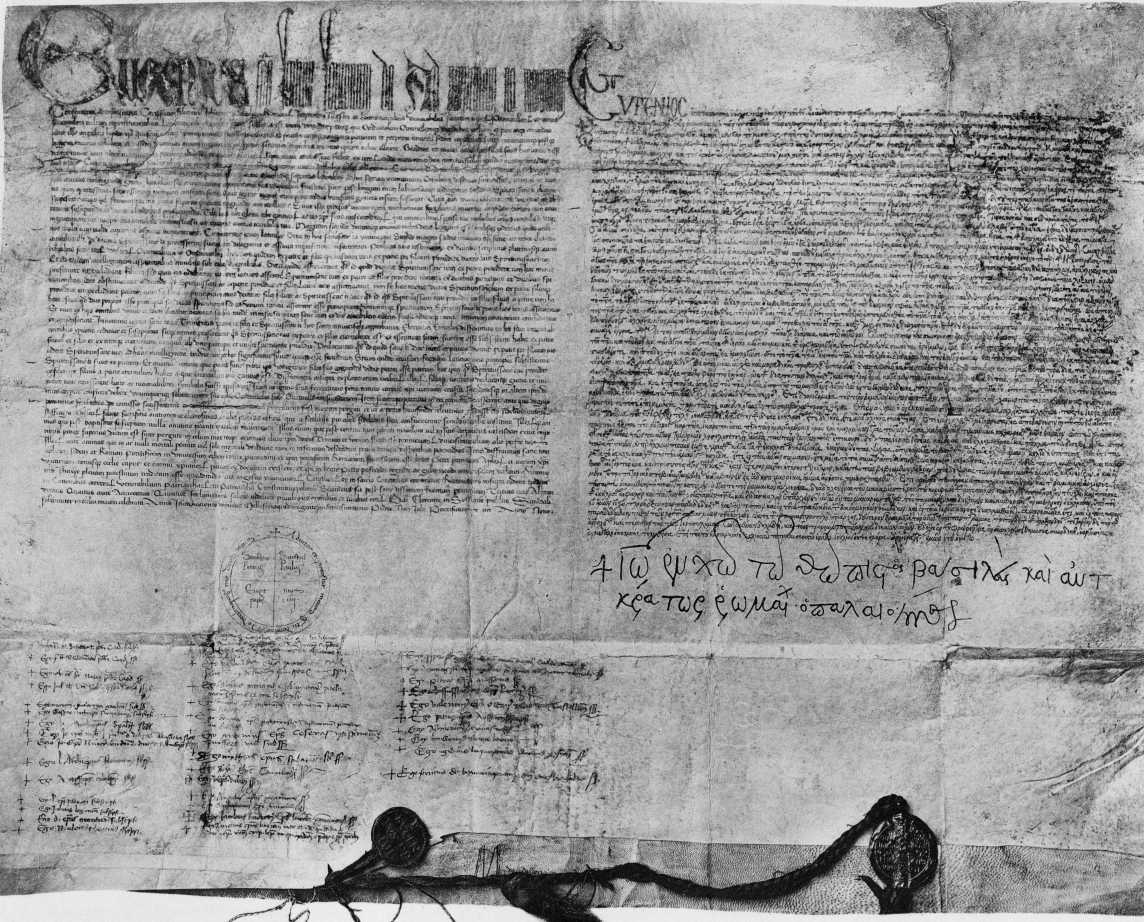
Bolla d'unione bilingue del 1439 con firma e bolla d'oro dell'imperatore bizantino

Nuove prospettive nacquero in seguito al Concilio di Firenze (1439) nel quale venne stabilita, benché solo formalmente e senza nessun esito positivo nel campo ecclesiastico, l'unione delle Chiese che comunque offrì ai graecis ritus, stabilitisi nei paesi d'Occidente la possibilità di aprire un dialogo con la Chiesa latina e le autorità politiche da essa influenzate. Da questo momento, i greci vennero considerati cattolici uniti con la Chiesa di Roma (uniati), diversi solo nel rito. In conseguenza, a Venezia, si trovavano a sacerdoti greci che officiano secondo il rito orientale sotto la protezione papale.
Da una lettera di papa Eugenio IV a Lorenzo Giustiniani, vescovo di Castello, del 19 ottobre 1445 si evince che gli abitanti di rito orientale di Venezia, con a capo il loro sacerdote Giorgio Vario ricorsero al Pontefice, esponendogli le difficoltà sollevate da parte del pievano (prete titolare di una pieve) della chiesa di San Biagio, dove Giorgio Vario ed alcuni altri preti di rito greco tenevano le loro sacre funzioni. Spesso succedeva che questo pievano impedisse ai sacerdoti l'ingresso nella chiesa, mentre d'altro canto pretendeva una parte delle offerte dei fedeli. Allora il papa ordinò al vescovo di permettere ai preti graecis ritus di celebrare i sacri offici senza ostacoli secondo il rito bizantino, sia nella chiesa di San Biagio, sia altrove per la cura delle anime sia degli abitanti che abitavano nella città che di quei loro connazionali che ogni giorno vi giungevano.

#### Dopo la caduta dell'Impero Bizantino (1453)

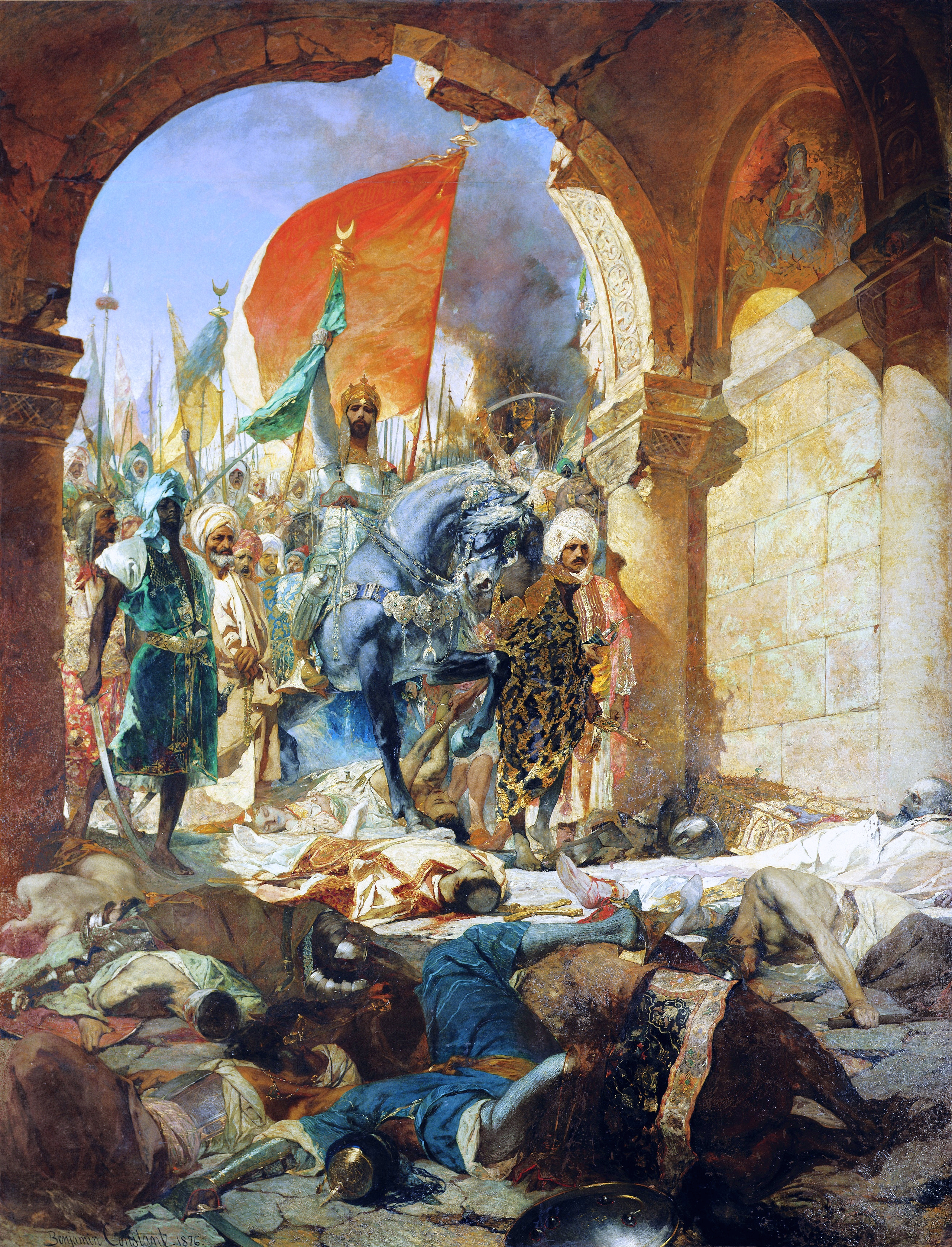
Il sultano Maometto II entra vittorioso a Costantinopoli (Jean-Joseph Benjamin-Constant, 1876)

Dopo l'inizio del XIV secolo, divenne sempre più consistente la minaccia ottomana verso l'Occidente, costringendo un gran numero di persone a rifugiarsi a Venezia. Con la caduta dell'Impero bizantino nel 1453 incrementò ulteriormente la diaspora dei fedeli bizantini verso Venezia e il numero dei rifugiati crebbe con l'estendersi dell'avanzata ottomana nei Balcani, così che i cristiani orientali diventarono la più importante componente straniera nella capitale della Serenissima; tanto che, nel 1479 la popolazione complessiva dei graecis ritus raggiunse le 4.000 persone circa, mentre la popolazione intera della città contava sulle 150.000 anime.
Il pretesto dell'Unione delle Chiese era la base su cui il cardinale di rito bizantino Isidoro, ex metropolita di Kiev, appoggiò i suoi tentativi di intercedere presso il pontefice e la Serenissima a favore dei suoi connazionali di Venezia. Risultato dei tentativi di Isidoro fu il decreto del Senato veneziano del 18 giugno 1456, secondo cui venne concesso ai fedeli di rito bizantino una chiesa. Sarebbe stato il patriarca latino di Venezia Maffeo Contarini (1456-1460) a individuarlo. I fedeli di rito greco, entusiasti e speranzosi, incominciarono con la costruzione del tempio nella parrocchia di San Giovanni in Bragora quando, il 31 agosto del 1457, il Consiglio dei Dieci decretò non solo la distruzione dell'opera iniziata, ma anche proibiva l'erezione di un edifizio simile in qualsiasi altra parte della città. L'unica cosa che venne offerta ai fedeli bizantini era la possibilità di officiare nelle chiese latine, cosa che praticavano già prima. La nuova misura serviva a tenere sotto controllo statale una minoranza non solo religiosa ma anche etnica. Infatti l'autorità superiore di polizia a Venezia e il Consiglio dei Dieci ordinarono espressamente che in nessuna parte della città si potessero adunare delle persone, neppure con il pretesto di celebrazioni religiose. In questo modo non si poteva istituire una corporazione, né di mestiere (ars) né confraternita laicale (schola), se non con permesso speciale rilasciato dal Consiglio dei Dieci, il quale stabilì anche le modalità della sua organizzazione.
Tuttavia il grande numero dei fedeli di rito greco portava necessariamente alla trasgressione degli ordini perché frequentavano
varie chiese della città dove i loro sacerdoti celebravano la messa. Inoltre non si trattava di persone che avevano accettato l'unione con la Chiesa Occidentale, ma di gente chiaramente scismatica, cioè di ortodossi. Ciò fu senz'altro causa di litigi continui tra i preti "greci" ed i preti "latini" officianti nelle stesse chiese così che lo Stato si intromise per risolvere tale situazione. Infatti con un nuovo decreto del 28 marzo del 1470, il Consiglio dei Dieci obbligò tutti i fedeli di rito bizantino a limitare le loro funzioni religiose nella sola chiesa di San Biagio, che serviva anche come chiesa parrocchiale latina, vietando a loro l'uso di ogni altra chiesa. Inoltre, nel decreto del Consiglio dei Dieci, i fedeli orientali venivano chiamati "sectatores grece heresis" (seguaci eretici di rito greco) e "scismatici".
La cappella a loro destinata nella chiesa di San Biagio non era sufficiente per la funzione religiosa per tanta gente che continuamente aumentava, cosi che la comunità di rito greco chiese l'appoggio di papa Sisto IV per poter officiare nella cappella di Sant'Orsola del convento dei Santi Giovanni e Paolo dell'ordine dei "Fratres Predicatores". Ai fedeli bizantini, che nella bolla papale del 3 aprile del 1473 erano stati presentati come fedeli alla Santa Sede perché ancora una volta la Chiesa ufficialmente li riconosceva come cattolici diversi solo di rito e di lingua, venne concessa la supplica. Tuttavia, la cappella di Sant'Orsola non venne concessa e i graecis ritus furono costretti di nuovo ad accontentarsi della piccola cappella nella chiesa di San Biagio dove, nel 1474, celebrava il sacerdote cretese Giorgio Trivisios. Nell'anno 1474 venne permesso ad un altro prete di Creta, lo ieromonaco Macario, di celebrare nella stessa cappella assieme a Trivisios, con l'obbligo di riconoscere quanto stabilito nel Concilio di Firenze. Inoltre, nelle sacre funzioni doveva fare la commemorazione del papa, del patriarca latino di Venezia e di quello del Patriarcato di Costantinopoli dei Latini. In caso contrario il permesso sarebbe stato annullato. Infatti Trivisios doveva deporre il suo collega e sostituirlo con un altro. In più tutto doveva essere confermato dal patriarca di Venezia. Mentre prima i fedeli di rito bizantino erano considerati cattolici, da quel momento in poi dovevano avere per capi spirituali persone che avevano "confessato" la loro "cattolicità".

Lo stemma dei Paleologi

Ciò malgrado mentre i seguaci del rito bizantino non potevano officiare a Venezia se non nella sola chiesa di San Biagio. In deroga alla regola generale, venne concesso ai membri delle famiglie imperiali bizantine, Anna Paleologo ed Eudocia Cantacuzeno profughe di Costantinopoli, in base ad una loro richiesta, con decreto del Consiglio dei Dieci del 8 giugno del 1475, di far celebrare nelle loro case in rito greco e da preti greci, non avendo però altri fedeli di rito bizantino al di fuori di quelli delle loro famiglie il diritto di assistervi. Questo perché non sembrava giusto che le due nobili frequentassero la chiesa di San Biagio e che si mischiassero con i non nobili. Ma il Consiglio dei Dieci, l'11 marzo del 1478 revocò la precedente concessione.
Nel 1479, il Consiglio dei Dieci discusse nuovamente la "questione greca". Malgrado i tentativi falliti degli anni 1456 e 1473, i fedeli di rito bizantino chiesero ancora una volta il permesso di possedere una chiesa propria. Nella seduta del 28 luglio del 1479 venne proposto di concedere alla comunità un terreno dietro la chiesa di San Martino dove avrebbero potuto costruire una chiesa con i propri mezzi e sotto determinate condizioni; cioè nella nuova chiesa si sarebbe dovuto officiare "secundum catholicos ritus" (secondo il rito latino) e secondo le altre condizioni che avrebbe posto il patriarca di Venezia: Tra l'altro, a tutte le funzioni doveva assistere un sacerdote cattolico, nominato dallo stesso patriarca. Ma neanche questa soluzione venne portata a termine.
Il 28 novembre 1498 la comunità di rito bizantino ritentarono e fecero domanda al Consiglio dei Dieci per la fondazione di una "Confraternita dei Greci Ortodossi o Nazione Greca" (Scuola di San Nicolò della nazion Greca) secondo il comune diritto corporativo di quell'epoca. La confraternita avrebbe avuto come patrono San Nicolò e come sede la chiesa di San Biagio. Nello stesso giorno la richiesta fu accettata con la condizione che gli appartenenti maschi non dovevano superare il numero di 250, mentre non si poneva alcun limite per le donne. Subito venne redatto lo statuto e approvato dalle autorità veneziane. Inoltre venne permesso loro di eleggere i propri sacerdoti, i quali dovevano rendere conto solo alla confraternita. Ciò nonostante, il problema dello spazio rimase insoluto.

### XVI secolo

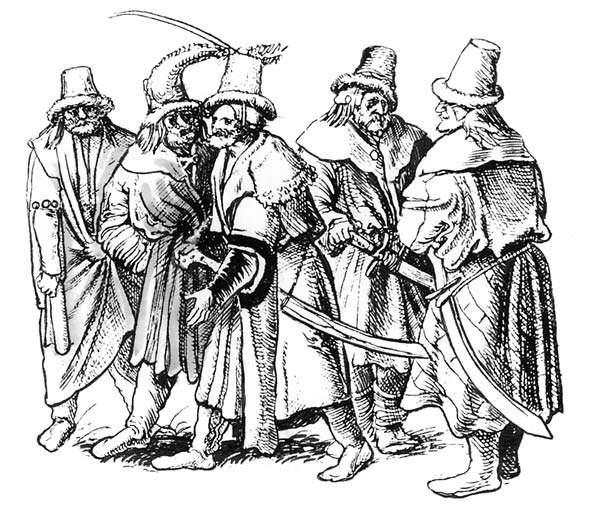
Urs Graf: Stradioti (1513 ca.)

Agli inizi del XVI secolo la comunità di rito greco rimise in moto alla questione dell'esercizio del culto in una loro chiesa. A tale scopo si ritennero più adatti i soldati orientali balcanici (stradioti), che in ragione del loro grande contributo alle guerre di Venezia contro gli ottomani, godevano di rispetto e di particolare benevolenza presso le autorità locali occidentali.
Nella domanda che la comunità di rito bizantino sottopose al Consiglio dei Dieci il 4 ottobre 1511 chiedevano il permesso di acquistare un terreno edificabile per costruirvi una chiesa dedicata al loro patrono San Giorgio. La domanda fu accolta, ma la definitiva approvazione fu data dallo stesso Doge Leonardo Loredan il 30 aprile 1514, dopo che si constatò l'avvenuto acquisto del terreno.La comunità di rito bizantino ottenne il permesso di erigere una chiesa con un campanile e annesso il cimitero, con l'obbligo di versare annualmente un contributo di cinque libbre di cera bianca, che però non fu mai pagato, né fu mai richiesto.
Il 3 giugno del 1514, papa Leone X con un Breve confermò il consenso per la costruzione di una propria chiesa con campanile e con l'uso di un cimitero. In seguito i graecis ritus riuscirono ad ottenere l'emissione di un'altra bolla da parte del papa Clemente VII in data 26 marzo del 1526, con cui veniva loro concesso di sottrarsi alla giurisdizione del patriarca latino di Venezia, il che ovviamente provocò aspre contese.
Il 3 aprile del 1514, i Greci nominarono come loro procuratori Teodoro Paleologo di Mistrà (capitano degli stradioti), Andrea de Zeta di Servia, Paolo Coressi di Costantinopoli e Matteo Barelli di Corfù. Questi, il 27 settembre del 1526, acquistarono un terreno dal signor Pietro Contarini di Agostino da Londra, pagandolo 2.168 ducati.
Dopo aver ottenuto l’approvazione del Consiglio dei Dieci della Serenissima, e dopo aver offerto spontaneamente alla Signoria 500 ducati, incominciarono a costruire una chiesa e alcune cellette per uso dei sacerdoti, e il 13 marzo 1527, primo giorno di quaresima, fu celebrata la prima messa dal primo cappellano (allora eletto) Giovanni Augerinò di Cefalonia.
La chiesa non era però quella che vediamo oggi; quella era di fattura rozza costruita provvisoriamente, per lasciare quella di San Biagio e poter raccogliere dalla carità dei connazionali quanto occorreva per la fondazione di una chiesa migliore e più grande. Per questo che nel 1536 venne fatto un modello in legno che rispettava le modalità e le caratteristiche secondo l'uso orientale con l'abside a est. E il primo novembre del 1539, durante l'amministrazione di Marco Samariari di Zante, fu posata la prima pietra con grande solennità.
Durante il lungo periodo che va dagli inizi del XIV secolo fino al 1577, anno in cui venne ultimata l'odierna chiesa, nella comunità greca di Venezia nacquero discordie tra filo- e anti-unionisti cosicché, il 6 marzo del 1542, papa Paolo III reagì rimettendo in vigore il decreto del 1534, che prevedeva che i cappellani greci fossero approvati dal patriarca latino di Venezia. Nel 1546, il metropolita di Cesarea Metrofane III fece visita a Venezia e Roma. Egli era l’esarca inviato dal patriarca ecumenico di Costantinopoli Dionisio II (1546-1555) a Venezia per risolvere le discordie nate nella comunità di rito greco di Venezia. Quando il "caso greco" sembrava rientrato, lo stesso Paolo III tornò sui suoi passi e il 22 giugno 1549 ridiede vigore alle bolle di papa Leone X che davano ai Greci libertà di culto.
Nel 1564 papa Pio IV annullò tutti i privilegi concessi dai suoi predecessori (Leone X, Clemente VII e Paolo III) alla comunità di rito greco di Venezia. Nel 1573 veniva fondata la "Congregazione per la riforma dei Greci viventi in Italia" e tre anni dopo (1576) si apriva il Collegio greco di Roma.

#### Il metropolita di Filadelfia di Lidia a Venezia
Venezia fu sede di un metropolita che portava il titolo di Filadelfia di Lidia. La comunità di rito orientale lungo tutta la sua storia, specialmente quella più recente, oscillò tra tentazioni di seguire gli accordi di unione del Concilio ecumenico delle Chiese cristiane di Basilea, Ferrara e Firenze (1431-1445) e i forti legami con l'ortodossia del Patriarcato ecumenico di Costantinopoli.

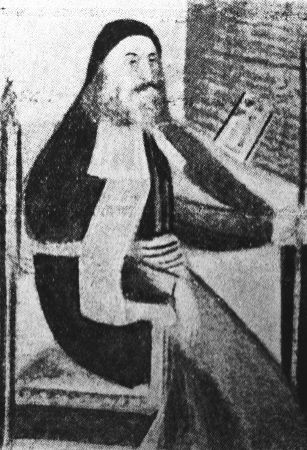
Gabriele Seviros

Dopo alcuni prelati che avevano già officiato nella chiesa di San Giorgio, nel 1572 arrivò a Venezia il cappellano Gabriele Seviros o Severo (nativo di Malvasia; † 1616) che nel 1577, come metropolita di Filadelfia in Asia Minore divenne capo spirituale dei fedeli di rito orientale di Venezia e obbligato dalla Serenissima a rimanere a Venezia.
Tra gli anni 1579-1591 nacque una disputa tra Seviros e il patriarca ecumenico di Costantinopoli Geremia II. Quest’ultimo, per limitare il potere del metropolita di Filadelfia, nel 1579 emanò un "sigillo" con il quale proclamò la chiesa di San Giorgio dei Greci a Venezia direttamente dipendente dal patriarcato di Costantinopoli e con una lettera del 1591 minacciò Seviros di deposizione, nel caso non ritornasse nella sua sede in Asia Minore entro sei mesi. Alla fine entrambi i problemi si risolsero grazie all'opposizione della Confraternita "greca" (1583) riguardo alla prima pretesa di Geremia e all'intervento della Repubblica che sostenne la permanenza del metropolita a Venezia. In tal modo si affermò l'insediamento del metropolita di Filadelfia nella città lagunare. Da quel momento i metropoliti vennero chiamati esarchi, legati e vicari patriarcali. Alla loro giurisdizione spirituale si sottomisero anche le chiese ortodosse d’oltremare, cioè quelle delle isole Ionie, della Dalmazia e dell'Istria.
Dal successore di Seviros in poi i metropoliti venivano eletti dal Capitolo generale della Confraternita, conservavano il titolo di "Filadelfia" e dipendevano direttamente dalla diocesi di Filadelfia di Lidia, non riconoscendo l'autorità del Papa. Per Venezia lo stanziamento del metropolita di Filadelfia nella capitale non significò l’introduzione di alcuna novità nello status ecclesiastico dei fedeli di rito greco; secondo la Serenissima il metropolita non era un "secondo" vescovo a Venezia, come sosteneva la Santa Sede, ma il capo religioso dei fedeli di rito orientale suoi sudditi.
Secondo Venezia, il metropolita di Filadelfia era il suo suddito, confidente della Signoria e sotto il controllo assoluto dei suoi organi centrali, dal momento che risiedeva nel cuore dello Stato. Egli era quasi un "pubblico rappresentante" - come tutti gli altri vescovi veneziani, patrizi o cittadini, residenti in vescovadi cattolici del dominio - attraverso il quale essa poteva governare meglio i Greci ortodossi e assicurare la quiete tra i due riti nel suo dominio. Inoltre l’esistenza di questo prelato garantiva anche l’allentamento degli stretti legami tra il clero ortodosso dei possedimenti veneziani e il patriarcato di Costantinopoli. Un patriarcato che, risiedendo in un territorio nemico, era sotto l’influenza della Porta ottomana e serviva i suoi interessi politici.
Per queste ragioni Venezia concesse al metropolita di Filadelfia privilegi speciali: gli conferì uno stipendio permanente e di tanto in tanto altri sussidi economici. Per i graecis ritus sudditi veneziani il metropolita di Filadelfia era il supremo prelato nello Stato veneto. Con la sua ampia giurisdizione e la vicinanza alle magistrature venete, egli poteva rappresentarli nel modo migliore e proteggere la libertà della loro religione. Per il patriarcato di Costantinopoli, il metropolita era una specie di ambasciatore permanente presso i Veneziani, il quale però non poteva essere sotto il suo controllo assoluto, tanto per la grande distanza tra Costantinopoli e Venezia, quanto perché non veniva eletto dalla gerarchia ortodossa, ma dai graecis ritus a Venezia.

### XVIII secolo
Meletios Tipaldos, durante il suo incarico come metropolita, desiderò rimettere in vigore i vecchi decreti del Consiglio dei Dieci (del 1534 e del 1542), secondo i quali i cappellani avrebbero dovuto riconoscere il primato papale ed essere esaminati e approvati come cattolici dal nunzio pontificio o dal patriarca di Venezia. All'inizio del 1709 il Consiglio dei Dieci appoggiò Tipaldos e rimise in vigore gli antichi decreti, già caduti in disuso da 150 anni. Questa decisione fu accolta con soddisfazione da parte del papa, che si affrettò a inviare in proposito una bolla alla Repubblica di San Marco (9 febbraio dello stesso anno).  La delusa Confraternita si rivolse all'onnipotente zar di Russia, Pietro il Grande che in quel periodo appariva agli occhi della comunità di rito bizantino come protettore della loro nazione e religione. L’intervento di Pietro il Grande, spinto anche dai suoi interessi politici in Dalmazia, le cui chiese ortodosse appartenevano alla giurisdizione spirituale del metropolita di Filadelfia di Lidia, non modificò la situazione. D'altra parte, il patriarcato di Costantinopoli, che guardava le cose da lontano, rimase inoperoso fino al 1712 quando, nel mese di giugno di quell’anno Cirillo IV (patriarco ecumenico di Costantinopoli dal 1711 al 1713) e il sinodo deposero Meletios.

Bandiera della Repubblica di Venezia con il leone di San Marco

La Confraternita dei Greci Ortodossi seguì le sorti della Serenissima. Con l’arrivo delle truppe Napoleoniche e dopo la caduta di Venezia (1797) la decadenza della comunità era inevitabile. I depositi nella banca e gli oggetti preziosi e arredi sacri della chiesa furono confiscati; i fedeli di rito greco della confraternita probabilmente cercarono una nuova patria in altri centri commerciali d'Italia (Trieste, Livorno ecc.), contribuendo alla decadenza della comunità di rito orientale di Venezia e la fine dell’istituzione del metropolita di Filadelfia, un’istituzione che fu considerata dal mondo cristiano orientale dell’epoca molto importante. Nel 1798 il titolo di Filadelfia ritornò nella sua vecchia sede in Asia Minore. Da allora in poi la Confraternita di rito greco di Venezia continuò a eleggere i cappellani di San Giorgio.

### XIX secolo

Emblema del Patriarca ecumenico di Costantinopoli

Dopo la fine della seconda guerra mondiale, per quanto conservasse ancora una parte importante del suo patrimonio mobile e immobile, la confraternita aveva solo 30 membri. In questo momento critico gli sforzi diplomatici della Grecia e dell'Italia e la determinazione degli ultimi membri della Confraternita riuscirono a salvare e ricreare non solo il patrimonio, ma anche la sua eredità culturale.
Nel novembre 1991, con decisione del Patriarcato ecumenico di Costantinopoli, fu istituita la Sacra Arcidiocesi Greco Ortodossa d'Italia ed Esarcato per l'Europa Meridionale e venne insediato il suo primo metropolita.
La Comunità, che nel 1998 ha festeggiato i cinquecento anni dalla sua fondazione, consiste oggi di quei Greci di religione ortodossa che abitano in pianta stabile, prevalentemente in famiglie miste, nella città lagunare o nei centri sparsi sulla terraferma.